# Рам Лакан
Рам Лакан (хинд. राम लखन) је индијски филм из 1989. године.

## Улоге
| Глумац         | Улога                               |
| -------------- | ----------------------------------- |
| Џеки Шроф      | Рам Пратап Синг                     |
| Анил Капур     | Лакан Пратап Синг                   |
| Раки           | Шарда Пратап Лакан, Рам Лакан мајка |
| Амриш Пури     | Биишамбар Нат                       |
| Мадури Диксит  | Радха Срастри                       |
| Димпл Кападија | Гита Касијап                        |
| Гулшан Гровер  | Кесарија Вилајати                   |
| Пареш Равал    | Бану Нат                            |
| Анупам Кер     | Деодар Шастри                       |